# سيفيوي تشابالالا
لاورينس سيفيوي تشابالالا (بالإنجليزية: Siphiwe Tshabalala)‏ (مواليد 25 سبتمبر 1984 في فيري) هو لاعب كرة قدم جنوب أفريقي محترف، وهو يلعب حاليا لكايزر تشيفز.

## روابط خارجية
- سيفيوي تشابالالا على موقع الاتحاد الدولي (مؤرشف)  (الإنجليزية)
- سيفيوي تشابالالا على موقع اتحاد تركيا (لاعب) (الإنجليزية)
- سيفيوي تشابالالا على موقع قاعدة بيانات كرة القدم.إي يو (الإنجليزية)
- سيفيوي تشابالالا على موقع ليكيب (الفرنسية)
- سيفيوي تشابالالا على موقع ناشيونال فوتبول تيمز (الإنجليزية)
- سيفيوي تشابالالا على موقع Soccerway.com (الإنجليزية)
- سيفيوي تشابالالا على موقع عالم كرة القدم.نت (الإنجليزية)
- سيفيوي تشابالالا على موقع كووورة